# Zwarte caracara
De zwarte caracara (Daptrius ater) is een roofvogel uit de familie van de Valkachtigen (Falconidae).

## Verspreiding en leefgebied
Deze soort komt voor in het Amazonebekken van de Guiana's en zuidelijk Venezuela tot noordelijk Bolivia en  Brazilië.

## Status
De grootte van de populatie wordt geschat op 1000-10.000 individuen. Op de Rode lijst van de IUCN heeft deze soort de status niet bedreigd.